# 陳文顯 (阮朝)
陳文顯（越南语：／；1839年—？），越南阮朝官員。
陳文顯是承天府廣田縣賀郎總博望社（今屬承天順化省廣田縣廣富社）人，明命二十年（1839年）出生。嗣德二十一年（1868年），陳文顯參加武鄉試，考中武舉人。次年（1869年），考中會試次中格第一名，殿試考中第三甲同武進士出身，是為該科第二名。後任武學堂學習一職。